# Sjahada

De sjahada op de vlag van Saoedi-Arabië

De sjahada  (Arabisch: الشهادة, aš-šahādah, uitspraakⓘ, van het werkwoord شهد šahida, "hij getuige") is de islamitische getuigenis (geloofsbelijdenis) en een van de vijf zuilen van de islam. Hij staat in nauw verband met de Zuilen van geloof.
De essentie van een geloof wordt samengevat in een korte, op het oog eenvoudige verklaring, die echter diverse diepere betekenissen in zich bergt. In de islam is dit de geloofsbelijdenis, Sjahada.

## Tekst
De Arabische tekst is als volgt:
أَشْـهَدُ أَنْ لا إِلـهَ إِلاّ الله ، وَأَشْـهَدُ أَنَّ مُحَمّـداً رَسـولُ الله
In getranslitereerd Arabisch luidt deze:
ʾasjhadoe ʾan lā ʾilāha ʾillā-llāh(oe), wa asjhadoe anna moeḥammadan rasōēloe-llāh(i), uitspraakⓘ.
Nederlandse vertaling:
"Ik getuig dat (er) geen godheid is (dan) alleen God en ik getuig dat Mohammed de gezant van God is."
Het "ik getuig dat..." wordt vaak weggelaten:
لا إِلـهَ إِلاّ الله ، وَمُحَمّـد رَسـولُ الله
lā ʾilāha ʾillā-llāh(oe), wa moeḥammadoen rasōēloe-llāh(i)
"(er) is geen godheid (dan) alleen God en Mohammed is de gezant van God."
Koranisten spreken veelal alleen het deel uit dat in de Koran staat:
لَا إِلَّهَ إِلَّا الله — lā ʾilāha ʾillā l-Lāh — "Geen god dan God" — De Koran 3:62
De Koran draagt niet op deze getuigenis vaak of in specifieke situaties af te leggen. Daarom heeft de sjahada voor koranisten een andere betekenis dan voor bijvoorbeeld soennieten, die naast de Koran ook de Hadith collecties accepteren waarin zij zowel de tekst als de voorschriften van hun 
sjahada vinden. 
Sjiieten en alevieten voegen aan de sjahada nog een derde element toe:
وعليٌ وليُّ الله
wa ʿAliyyoen waliyyoe llāh(i)
"en Ali is Gods vriend."
Deze toevoeging is niet verplicht.
In orthodoxe kringen wordt de sjahada vertaald met de volgende betekenis: "Ik getuig dat er niets in waarheid aanbeden wordt dan Allah, ik getuig dat Mohammed Allah's boodschapper is."
Nadat een bekeerling de sjahada heeft uitgesproken wordt deze als moslim beschouwd. Dit kan in het bijzijn van twee getuigen zijn, in het bijzijn van de gemeenschap of alleen tegenover God. Binnen de islam heeft het uitspreken van de sjahada alleen betekenis als deze met overtuiging wordt uitgesproken. De sjahada maakt onderdeel uit van de azan en de iqamah, beide een oproep voorafgaand aan de verplichte 5-dagelijkse salat. De sjahada hoort ook bij de voorgeschreven gebeden tijdens de salat.

## Oorsprong
De sjahada kan grotendeels worden gebaseerd op een tweetal Koranpassages, te weten soera De in de Rangen Behorenden 35 ("... Er is geen God naast God") en soera De Toewijding 1 ("God is de Enige"). De samenstelling lijkt gevormd naar het joodse sjema ("Hoor Israël, de Heer (is) onze God, de Heer is één"), maar verschilt ervan in ten minste twee opzichten: de sjahada begint met een ontkenning ("er is geen godheid dan Allah") en noemt in één adem een mens (Mohammed). De sjahada legt bovendien wel een relatie tussen God en Mohammed, maar niet met de gelovigen zoals het sjema doet ("onze God").

## Trivia
- Veel baby's in een moslimgezin krijgen de sjahada direct na hun geboorte in het ene oor gefluisterd; in het andere wordt dan de azan gefluisterd.
- De sjahada is onderdeel van een aantal nationale en regionale vlaggen, waaronder de vlag van Afghanistan, de vlag van Saoedi-Arabië en de vlag van Somaliland.
- De sjahada is onderdeel van vlag van de Jihad, gevoerd door jihadistische bewegingen als Islamitische Staat en Al Qaida.
- Ook wordt de sjahada als laatste woorden gereciteerd door moslims die hun dood zien naderen en hiertoe nog de gelegenheid hebben.